# Storine
Storine, l'orpheline des étoiles est une série de neuf tomes écrite par l'écrivain canadien Fredrick d'Anterny.
La série raconte l'histoire de Storine, jeune orpheline recueillie par un couple qui l'a élevée comme leur petite fille. La vie de Storine est bouleversée lorsque ceux-ci sont assassinés par l'impitoyable commander Sériac Antigor, un membre de l’armée impériale d’Ésotéria. Il recherche Storine depuis neuf ans pour un motif inconnu.
Cependant, il n’est pas le seul à s’intéresser à la jeune fille. Il y a aussi Santorin, un garde du parc d’Ectaïr qui est aussi un ami de Storine. La petite est l’amie des lions blancs et semble posséder leur force mentale destructrice : le glortex.
Insultée par ses camarades, affectée par la mort de ses grands-parents, Storine se réfugiera avec ses seuls véritables amis : les lions blancs. Les autorités du parc tenteront de récupérer la jeune fille mais seront doublés par le commandor Sériac et son colosse Corvéus. Leur navette sera interceptée par le sanguinaire pirate Marsor. Storine deviendra une esclave à bord de Grand Centaure. Au cours d’une cérémonie, le grand pirate remarquera la petite et en fera sa fille adoptive… Quel secret cache dont Marsor ? Storine serait-elle une de ses enfants perdus ? Qu’a donc cette enfant pour que tant de gens veuillent la prendre sous leur aile ?

## Les livres
Parus, aux Éditions Pierre Tisseyre :
1. Le lion blanc
2. Les Marécages de l'âme
3. Le Maître des frayeurs
4. Les naufragés d’Illophène
5. La planète du savoir
6. Le triangle d'Ebraïs
7. Le secret des prophètes
8. Le Procès des dieux
9. Le fléau Vinor